# Praravinia megistocalyx
Praravinia megistocalyx är en måreväxtart som beskrevs av Cornelis Eliza Bertus Bremekamp. Praravinia megistocalyx ingår i släktet Praravinia och familjen måreväxter. Inga underarter finns listade i Catalogue of Life.